# District du Nord-Ouest (Singapour)
Le district du Nord-Ouest (en anglais : North West) est l'un des cinq conseils de développement communautaire (en anglais : Community Development Council) de Singapour issus de la réorganisation de 2001.

## Liste des maires
| Période | Période  | Identité   | Étiquette | Qualité |
| ------- | -------- | ---------- | --------- | ------- |
| 2001    | En cours | Teo Ho Pin |           |         |